# Cheiromeles parvidens
Cheiromeles parvidens е вид прилеп от семейство Булдогови прилепи (Molossidae). Видът не е застрашен от изчезване.

## Разпространение и местообитание
Разпространен е в Индонезия и Филипини.
Обитава гористи местности и пещери.